# 仏具
仏具（ぶつぐ）は、仏教の儀式で使用される日用品とは異なる特殊な道具、あるいは僧侶などの聖職者が使用する装飾品の事である。法具、法器とも言う。

## 起源と歴史
仏教では本来、僧侶は、最低限の着物と食器である三衣一鉢以外の金品の所有を戒律で禁じられていたが、釈迦の死後100年が経過すると、信者から寄付された最低限の金銭や日用品の個人所有の許可を求める一派と、戒律を遵守する保守派に教団が分裂し（根本分裂）、許可派では僧侶の三衣一鉢以外の金品の個人所有が認められるようになった。
紀元を過ぎて、西域や中国にも仏教が伝播するようになると、僧侶は人々の間で祈祷や葬式などの儀式を司るようになり、それに応じて儀式で使用される道具が開発された。
更に7世紀になると、インドで広まった密教が中国やチベットに導入され、金剛杵や曼荼羅など、特殊な仏具が使用されるようになった。
また、中国で成立した浄土信仰は仏教を爆発的に民衆の間に広め、僧侶を介しての仏への信仰から個々の信者自身が直接仏へ信仰する形態が一般社会に定着し、数珠や仏画などの仏具を僧侶ではない普通の信者が家庭で使用するようになった。
なお、国の伝統工芸品に指定されている京仏具をはじめとして各地に仏壇、仏具の産地がある。

## 仏具の一覧

### 儀式で使用する物
- 本尊（仏像、仏画、曼荼羅）
- 仏壇（厨子）
- 三具足（五具足）
- 蝋燭
- 香炉
- 香盒（香合）
- 燭台
- 花瓶
- 机（卓）類 
  - 経机（経卓）
  - 上卓
  - 前卓
- 曲録
- 経典・勤行集
- 仏飯器
- 輪灯
- 瓔珞
- 灯籠
- 打敷
- 華瓶
- 位牌
- 法名軸
- 過去帳
- 閼伽棚
- 金剛杵
- 禅ショウ
- 仏旗

#### 鳴物・打物
- 梵鐘
- 喚鐘[1]
- 木魚
- 木柾
- 鈴（りん） - 寺院用仏具は「磬」（きん）と呼ぶ。浄土真宗では「鏧」（きん）の字を用いる[2]。
- りん台 - 寺院用仏具は「磬台」（きんだい）という。浄土真宗では「鏧台」（きんだい）と表記する。
- りん棒・撥（ばち）
- 印金
- 錫杖
- 団扇太鼓
- 磬（けい） - 寺院用仏具で「けい」と読む。元々は美しい音のする薄く板状の石で出来た鳴物で、「鏧」（きん）とは別の仏具である。現在は、石ではなく鋳物を用いる。[3]
- 磬架（けいか） - 磬を紐で吊るして懸ける台。
- 音木（おんぎ） - 複数人で読経する際に揃えるために用いられる拍子木。[4]

### 装飾品
- 袈裟・半袈裟・略肩衣（門徒式章）
- 数珠（念珠）
- 如意
- 竹箆‐ 仏教の指導で用いられていた竹の棒。体罰が問題になってからは、飾りとなっており、役割の一部は座禅で眠気を取るため叩く警策となっている[5]。ちなみに、子供の遊戯のしっぺや[6]、やられたことの仕返しの竹箆返し（しっぺがえし）などの語源ともなっている[7]。
- 中啓（扇子）
- 毘炉帽

### その他
- 応量器
- 坐蒲
- マニ車
- 供物皿
- 仏飯器
- 茶湯器
- 高坏 - 神道でも使われる
- 警策

## ギャラリー

仏具
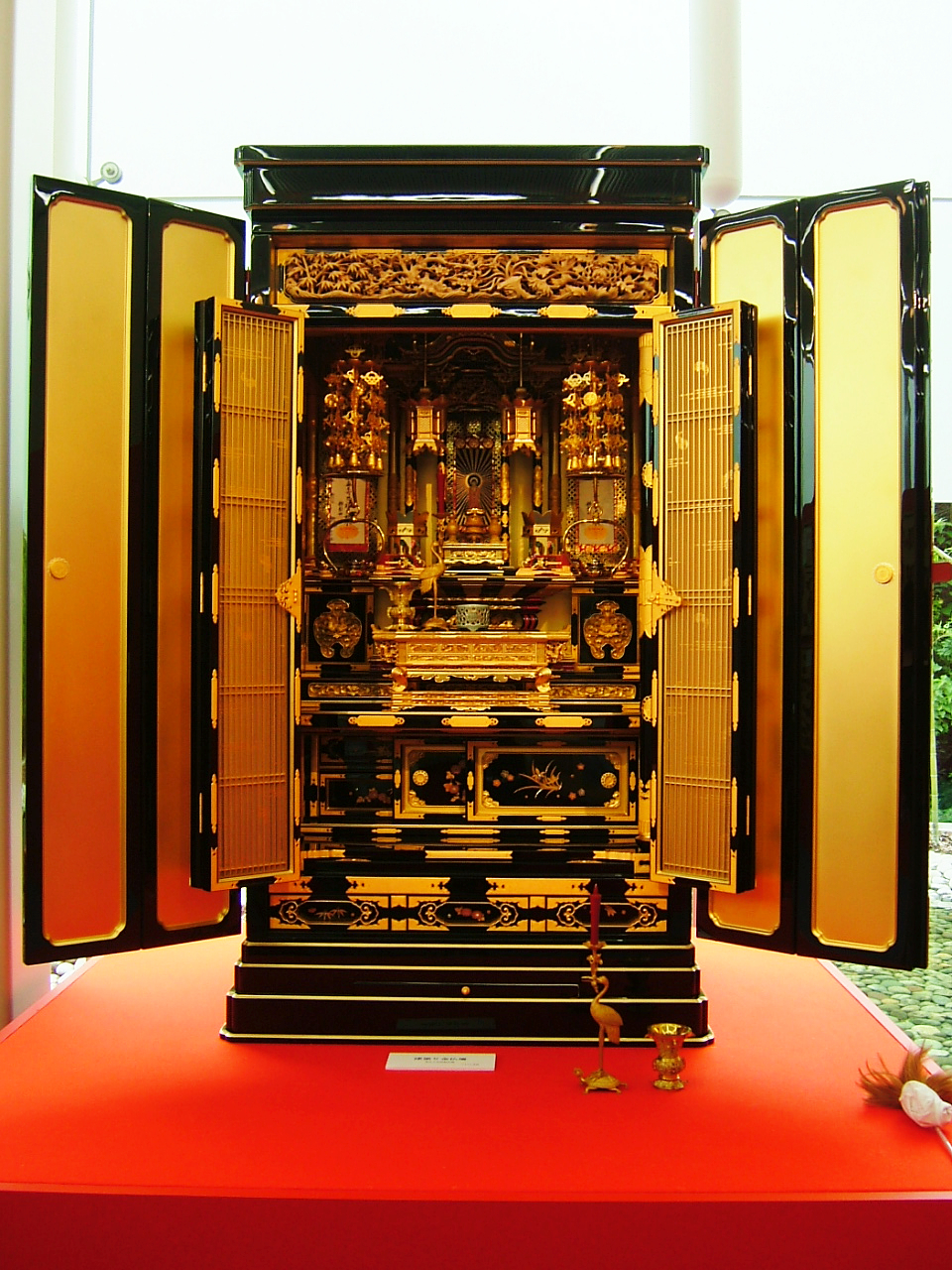
仏壇（金仏壇）
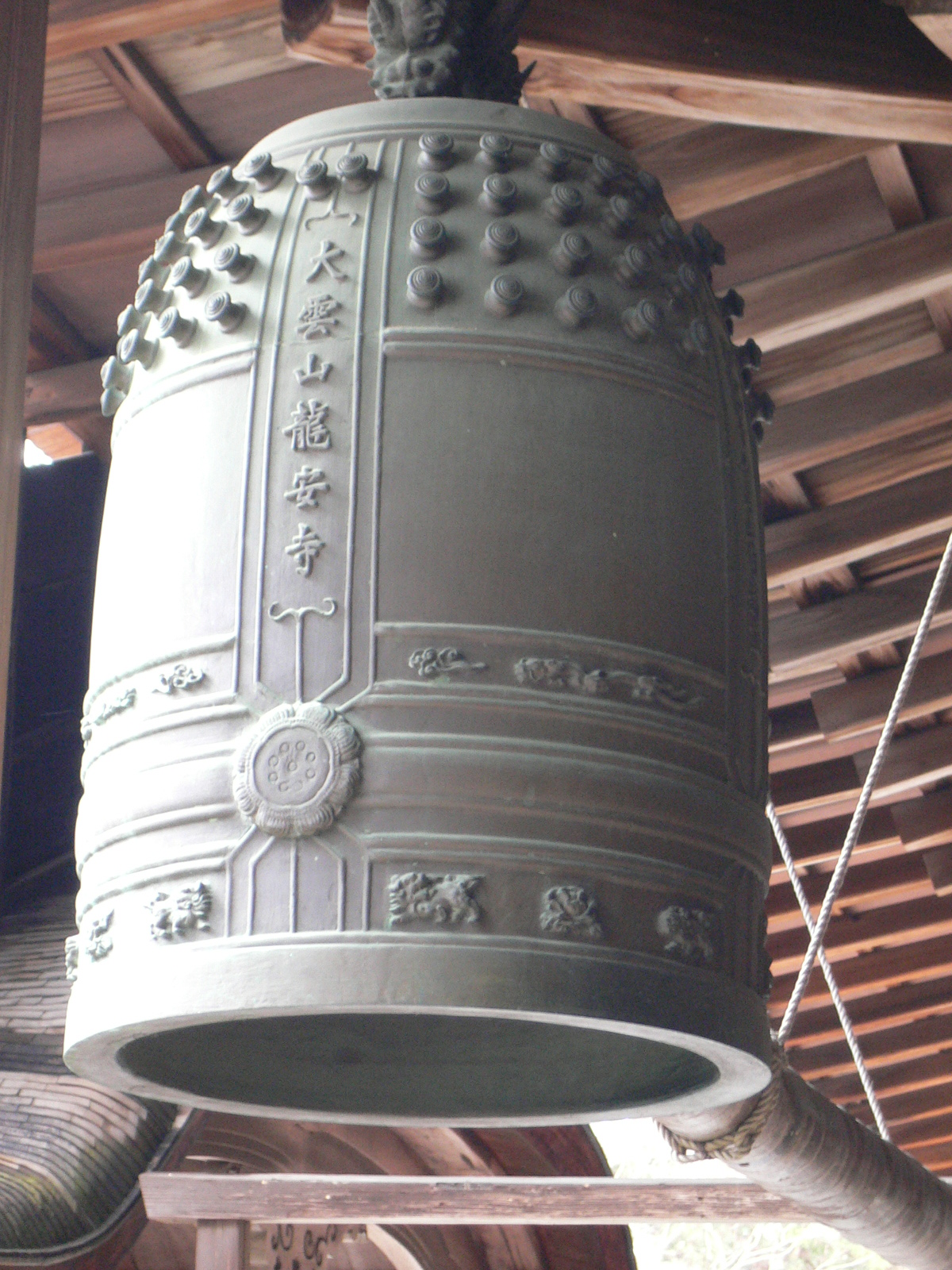
梵鐘
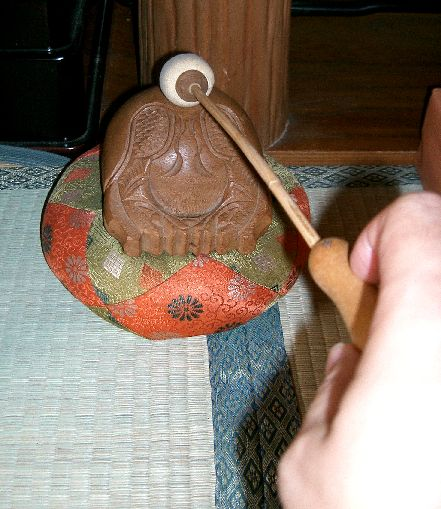
木魚
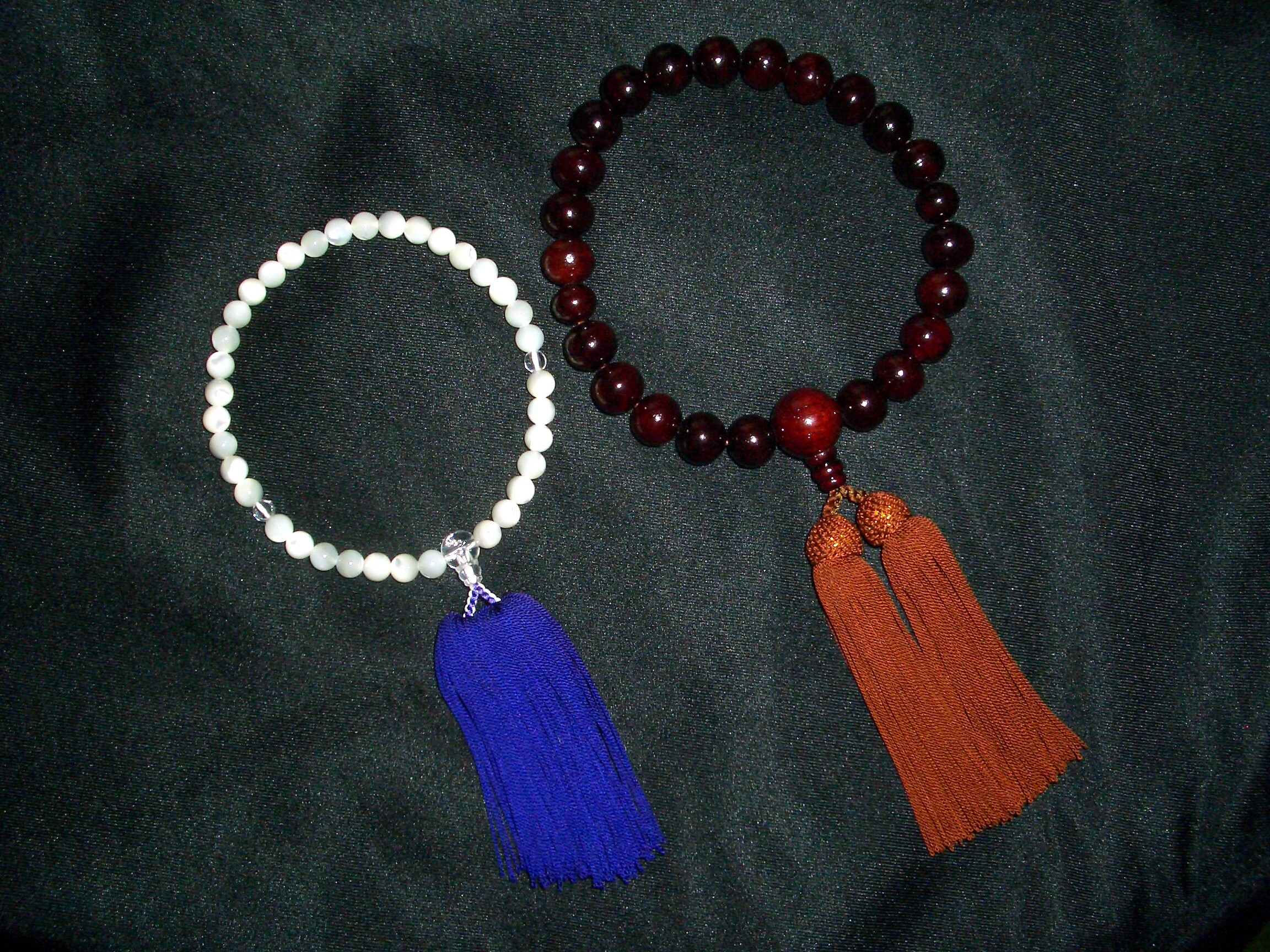
数珠
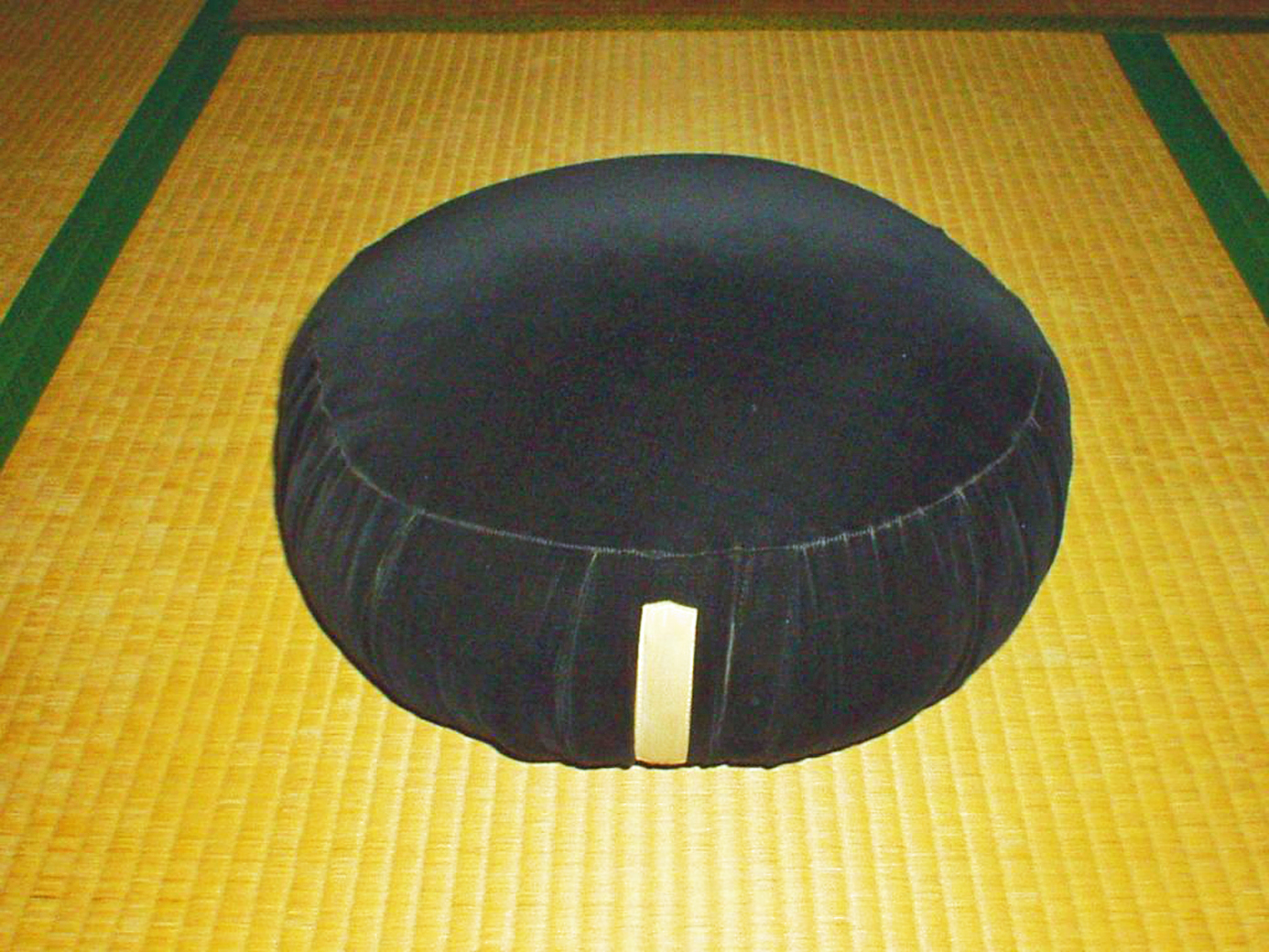
坐蒲